# У име целог човечанства
У име целог човечанства (енгл. For All Mankind) америчка је научнофантастична телевизијска серија коју су створили Роналд Мур, Мет Вулперт и Бен Недиви за Apple TV+. Серија драматизује алтернативну историју која описује „шта би се догодило да се глобална свемирска трка никада није завршила” након што је Совјетски Савез успео у првом слетању на Месец са посадом испред Сједињених Држава. Наслов је инспирисан лунарном плочом коју је на Месецу оставила посада Апола 11, а на којој у делу пише: „Дошли смо у миру у име целог човечанства”.
Ансамблску поделу улога чине: Џоел Кинаман, Мајкл Дорман, Сара Џоунс, Шантел Вансантен, Џоди Балфор и Врен Шмит. Глумачкој постави су се у другој сезони придружили: Сонја Волгнер, Крис Маршал, Кинти Ву, Кејси Џонсон и Корал Пења, а у трећој и Еди Гатеги. Приказује историјске личности, као што су: астронаути Апола 11 Нил Армстронг, Баз Олдрин и Мајкл Колинс, астронаут Меркјурија Седам Доналд Слејтон, ракетни инжењер Вернер фон Браун, администратор Насе Томас Пејн, управник лета Насе Џин Кранц, сенатор САД Едвард Мур Кенеди, те председници САД Ричард Никсон, Роналд Реган и Бил Клинтон.
Премијера је приказана 1. новембра 2019. године, док је у октобру 2019. Apple TV+ обновио серију за другу сезону, која је приказивана од 19. фебруара 2021. године. Друга сезона је добила позитивне рецензије критичара, те била номинована за награду Удружења ТВ критичара за најбољу драму. У децембру 2020. године, пре премијере друге сезоне, обновљена је за трећу сезону, која је приказивана од 10. јуна 2022. године. У јулу 2022. обновљена је за четврту сезону.

## Премиса
У алтернативној историји, 1969. године совјетски космонаут Алексеј Леонов постаје први човек који је слетео на Месец. Овај исход уништава морал Насе, али и катализује напор Сједињених Држава да сустигне Совјетски Савез у свемирској трци. С обзиром да Совјетски Савез наглашава разноликост укључивањем жене у наредна слетања, Сједињене Државе су принуђене да одговарају темпу, обучавајући жене и мањине које су углавном биле искључене из првих деценија истраживања свемира у САД.

## Улоге
| Глумац           | Улога          |
| ---------------- | -------------- |
| Џоел Кинаман     | Ед Болдвин     |
| Мајкл Дорман     | Гордо Стивенс  |
| Сара Џоунс       | Трејси Стивенс |
| Шантел Вансантен | Карен Болдвин  |
| Џоди Балфор      | Елен Вилсон    |
| Врен Шмит        | Марго Медисон  |
| Сонја Волгнер    | Моли Коб       |
| Крис Маршал      | Данијела Пул   |
| Кинти Ву         | Кели Болдвин   |
| Кејси Џонсон     | Дени Стивенс   |
| Корал Пења       | Алеида Росалес |
| Еди Гатеги       | Дев Ајеса      |

## Епизоде
| Сезона | Сезона | Епизоде | Епизоде | Оригинална објава  | Оригинална објава  |
| Сезона | Сезона | Епизоде | Епизоде | Премијера          | Финале             |
| ------ | ------ | ------- | ------- | ------------------ | ------------------ |
|        | 1.     | 10      | 10      | 1. новембар 2019.  | 20. децембар 2019. |
|        | 2.     | 10      | 10      | 19. фебруар 2021.  | 23. април 2021.    |
|        | 3.     | 10      | 10      | 10. јун 2022.      | 12. август 2022.   |
|        | 4.     | 10      | 10      | 10. новембар 2023. | 12. јануар 2023.   |

### 1. сезона (2019)
| Бр. еп. (укупно) | Бр. еп. (у сезони) | Наслов | Редитељ            | Сценариста                                                               | Премијера          |
| ---------------- | ------------------ | ------ | ------------------ | ------------------------------------------------------------------------ | ------------------ |
| 1                | 1                  |        | Сет Гордон         | Story by : Роналд Мур, Мет Вулперт и Бен Недиви Teleplay by : Роналд Мур | 1. новембар 2019.  |
| 2                | 2                  |        | Сет Гордон         | Мет Вулперт и Бен Недиви                                                 | 1. новембар 2019.  |
| 3                | 3                  |        | Ален Колтер        | Никол Бити                                                               | 1. новембар 2019.  |
| 4                | 4                  |        | Ален Колтер        | Нарен Шанкар                                                             | 8. новембар 2019.  |
| 5                | 5                  |        | Серђо Мимица Гецан | Дејвид Ведл и Бредли Томпсон                                             | 15. новембар 2019. |
| 6                | 6                  |        | Серђо Мимица Гецан | Стефани Шенон                                                            | 22. новембар 2019. |
| 7                | 7                  |        | Мира Менон         | Роналд Мур                                                               | 28. новембар 2019. |
| 8                | 8                  |        | Мира Менон         | Никол Бити                                                               | 6. децембар 2019.  |
| 9                | 9                  |        | Џон Дал            | Дејвид Ведл и Бредли Томпсон                                             | 13. децембар 2019. |
| 10               | 10                 |        | Џон Дал            | Мет Вулперт и Бен Недиви                                                 | 20. децембар 2019. |

### 2. сезона (2021)
| Бр. еп. (укупно) | Бр. еп. (у сезони) | Наслов              | Редитељ            | Сценариста                   | Премијера         |
| ---------------- | ------------------ | ------------------- | ------------------ | ---------------------------- | ----------------- |
| 11               | 1                  |                     | Мајкл Мур          | Роналд Мур                   | 19. фебруар 2021. |
| 12               | 2                  |                     | Мајкл Морис        | Мет Вулперт и Бен Недиви     | 26. фебруар 2021. |
| 13               | 3                  | Rules of Engagement | Ендру Стантон      | Стефани Шенон                | 5. март 2021.     |
| 14               | 4                  |                     | Ендру Стантон      | Дејвид Ведл и Бредли Томпсон | 12. март 2021.    |
| 15               | 5                  | The Weight          | Мира Менон         | Никол Бити и Џо Меноски      | 19. март 2021.    |
| 16               | 6                  |                     | Мира Менон         | Џо Меноски                   | 26. март 2021.    |
| 17               | 7                  |                     | Дени Гордон        | Никол Бити                   | 2. април 2021.    |
| 18               | 8                  |                     | Дени Гордон        | Роналд Мур                   | 9. април 2021.    |
| 19               | 9                  | Triage              | Серђо Мимица Гецан | Бредли Томпсон и Дејвид Ведл | 16. април 2021.   |
| 20               | 10                 |                     | Серђо Мимица Гецан | Мет Вулперт и Бен Недиви     | 23. април 2021.   |

### 3. сезона (2022)
| Бр. еп. (укупно) | Бр. еп. (у сезони) | Наслов      | Редитељ        | Сценариста                   | Премијера        |
| ---------------- | ------------------ | ----------- | -------------- | ---------------------------- | ---------------- |
| 21               | 1                  |             | Сара Бојд      | Мет Вулперт и Бен Недиви     | 10. јун 2022.    |
| 22               | 2                  |             | Сара Бојд      | Дејвид Ведл и Бредли Томпсон | 17. јун 2022.    |
| 23               | 3                  |             | Венди Станцлер | Никол Бити                   | 24. јун 2022.    |
| 24               | 4                  |             | Венди Станцлер | Џо Меноски                   | 1. јул 2022.     |
| 25               | 5                  |             | Ендру Стантон  | Сабрина Алмеида              | 8. јул 2022.     |
| 26               | 6                  |             | Ендру Стантон  | Стефани Шенон                | 15. јул 2022.    |
| 27               | 7                  |             | Ден Љу         | Никол Бити                   | 22. јул 2022.    |
| 28               | 8                  |             | Ден Љу         | Џо Меноски и Ерик Филипс     | 29. јул 2022.    |
| 29               | 9                  | Coming Home | Крејг Зиск     | Дејвид Ведл и Бредли Томпсон | 5. август 2022.  |
| 30               | 10                 |             | Крејг Зиск     | Мет Вулперт и Бен Недиви     | 12. август 2022. |